# Parafia Świętych Apostołów Piotra i Pawła w Three Rivers
Parafia Świętych Apostołów Piotra i Pawła w Three Rivers (ang. SS. Peter and Paul Parish) – parafia rzymskokatolicka położona w Three Rivers, Massachusetts, Stany Zjednoczone.
Jest ona jedną z wielu etnicznych, polonijnych parafii rzymskokatolickich w Nowej Anglii z mszą św. w j. polskim dla polskich imigrantów.
Ustanowiona w 1903 roku. Została dedykowana Apostołom św. Piotrowi i św. Pawłowi.
Parafia Świętych Apostołów Piotra i Pawła została połączona z parafią św. Anny w 2010 roku, tworząc parafię Miłosierdzia Bożego z obiektów należących do parafii św. Piotra i Pawła.

## Historia
Według rejestru miejskiego, pierwszy polski imigrant przybył do Palmer, Massachusetts w 1886 roku. Dzięki staraniom ks. Franciszka Chałupki, małe, ale szanowane grupy polskich osadników w Three Rivers, Thorndike i Bondsville, zorganizowały, w kwietniu 1895 roku, męskie Towarzystwo św. Józefa w Thorndike.
W 1899 roku, Towarzystwo św. Józefa, wybrało przedstawicielami i komitet, który udał się do Biskupa Daniel T. Beaven wraz z młodym prawnikiem, David Dillon i prawo do zorganizowania i ustanowienia Parafia Świętych Apostołów Piotra i Pawła dla Four Corners w Three Rivers zostały im przyznane.
W lipcu 1902 roku, Biskup Daniel T. Beaven mianował ks. Wacława Lenza pierwszym proboszczem dla polskich osadników zamieszkałych w Four Corners. Na pierwszym spotkaniu wybrano obecne miejsce w miejscowości Three Rivers naprzeciwko Town Hall.

### Duszpasterze
- Ks. Venceslaus (Wacław) Lenz (1902-1911)
- Ks. Władysław Kielbasinski (1911-1913)
- Ks. Andrew (Andrzej) Krzywda[2] (1913-1947)
- Ks.. Joseph (Józef) Szczepaniak (1947-1948)
- Ks. Alphonse A. Skoniecki (1948-1972)
- Ks. Robert J. Ceckowski (1972-1997)
- Ks. Stefan Niemczyk (1997- )